# 高遠城
高遠城（たかとおじょう）は、長野県伊那市高遠町（旧・信濃国伊那郡（のち上伊那郡）高遠）にあった日本の城。別名兜山城。サクラの名所としても有名であり、特に珍しい品種であるタカトオコヒガン1,500本の樹林が名高い。国の史跡に指定されている。

## 歴史・沿革

### 戦国時代・安土桃山時代

#### 高遠氏
高遠城は諏訪氏一門の高遠頼継が居城としており、甲斐国守護の武田氏と同盟関係にある諏訪氏当主の頼重とは反目していた。頼継は1541年（天文10年）に甲斐守護武田晴信（信玄）に内応して諏訪攻略を援護している。頼重は武田により滅ぼされるが、諏訪の領有を巡り武田と頼継は対立し、1545年（天文14年）4月に武田勢は高遠城と藤沢頼親の福与城攻めを行い、伊那地方への進出拠点とした。

#### 武田氏時代
1555年（弘治元年） 武田氏は続いて小笠原氏や知久氏を撃破し、木曾氏を制圧して信濃を平定した。『甲陽軍鑑』によれば、高遠城は信濃への進出拠点として1547年（天文16年）に、足軽大将の山本勘助や譜代家老の秋山虎繁（信友）に命じて大規模な改築が行われたという。1556年（弘治2年）には秋山虎繁が城主となり、坂西氏などを伊那衆とした。
1562年（永禄5年） 、晴信の庶子で諏訪氏の娘を母とする四郎勝頼（武田勝頼）が諏訪氏を継承し、同時に高遠城主、上伊那郡代（郡司）に就任（『軍鑑』）。城主であった秋山は飯田城代となる。『軍鑑』によれば入城に際して改築が行われ、勝頼衆が預けられ親族衆に加えられたという。勝頼は1570年（元亀元年） に武田氏の正嫡であった義信が廃嫡される義信事件が起こると後継的立場となり、信玄により本拠の躑躅ヶ崎館に呼び戻され、高遠城主は信玄実弟の武田信廉となった。なお、勝頼の嫡子信勝の誕生と、信玄の父信虎の死去は、いずれも高遠城でのことである。
信玄後期から勝頼期にかけて武田氏は領国を接する織田・徳川氏と対立するようになり、高遠城は対織田・徳川勢力の重要な軍事拠点となる。武田氏は長篠の戦いにおける敗退を契機に領国の動揺を招き、勝頼は1581年（天正9年） に領国維持のため新府城（山梨県韮崎市中田町中條）への府中移転と同時に、異母弟の仁科盛信（信盛）に高遠城主を兼任させた。
翌1582年（天正10年）2月、勝頼は内通した木曾氏攻めを行い、盛信は大将として出陣し、副将として信濃佐久郡内山城代の小山田昌成（二代目備中守）・大学助兄弟が入っている。同年2月に織田信長は本格的な武田攻め（甲州征伐）を開始し、長男の織田信忠に3万の大軍を与えて高遠城に迫らせた。高遠城に籠もる守備兵の数は3千で、盛信は信忠の降伏勧告を退けて抗戦するが、守備隊は玉砕し、盛信や昌成・大学助兄弟らは戦死し、城は落城した。高遠城の落城により織田勢は伊那方面からも甲斐へ侵攻し、武田氏は滅亡した。
高遠城の西では、織田軍が攻城拠点として使ったとみられる「一夜の城」と推定される遺構が発掘されている。

#### 織田氏・豊臣氏時代
武田氏の滅亡後、信濃伊那郡は織田家臣・毛利長秀が支配する。織田氏の伊那郡支配の実態は不明であるが、毛利長秀は坂西氏の居城であった下伊那郡の飯田城（長野県飯田市）に在城していることが確認される。高遠城は甲州征伐により壊滅しており織田氏時代の城主も不明で、伊那郡支配の拠点として機能していたかは疑問視されている。
同年6月に本能寺の変が起こると、甲斐・信濃の武田遺領を巡る天正壬午の乱が発生する。上伊那郡では諏訪氏の一族で上伊那郡福与城（長野県上伊那郡箕輪町）を拠点としていた藤沢頼親が復帰した。藤沢頼親は保科正直に攻められ、田中城で子・頼広と共に自害した。徳川家康が下条頼安・小笠原貞慶ら信濃国衆を送り込み、同年7月15日までに高遠城を奪還した。
その後は家康方の保科正直が高遠城に入り、これを豊臣秀吉方に寝返った小笠原貞慶が攻めたが撃退された。

### 江戸時代
江戸時代になると高遠藩の藩庁となり、京極氏・保科氏・鳥居氏と城主が交代した。1691年（元禄4年）に内藤清枚が3万3千石で入封。以後、高遠城は内藤氏8代の居城として明治維新を迎えた。
城の縄張りは中世の状態を踏襲しているが、本丸には御殿と天守代用として二層の辰己櫓が上がり、主要な城門は枡形虎口形式の櫓門が建てられており、長大な長塀に囲まれた近世城郭であった。大手門は当初、城の東側にあったが、正保年間の「信州高遠城之絵図」では西側に移っており、城下町も同様に、鉾持神社などがある城郭の西に移された。

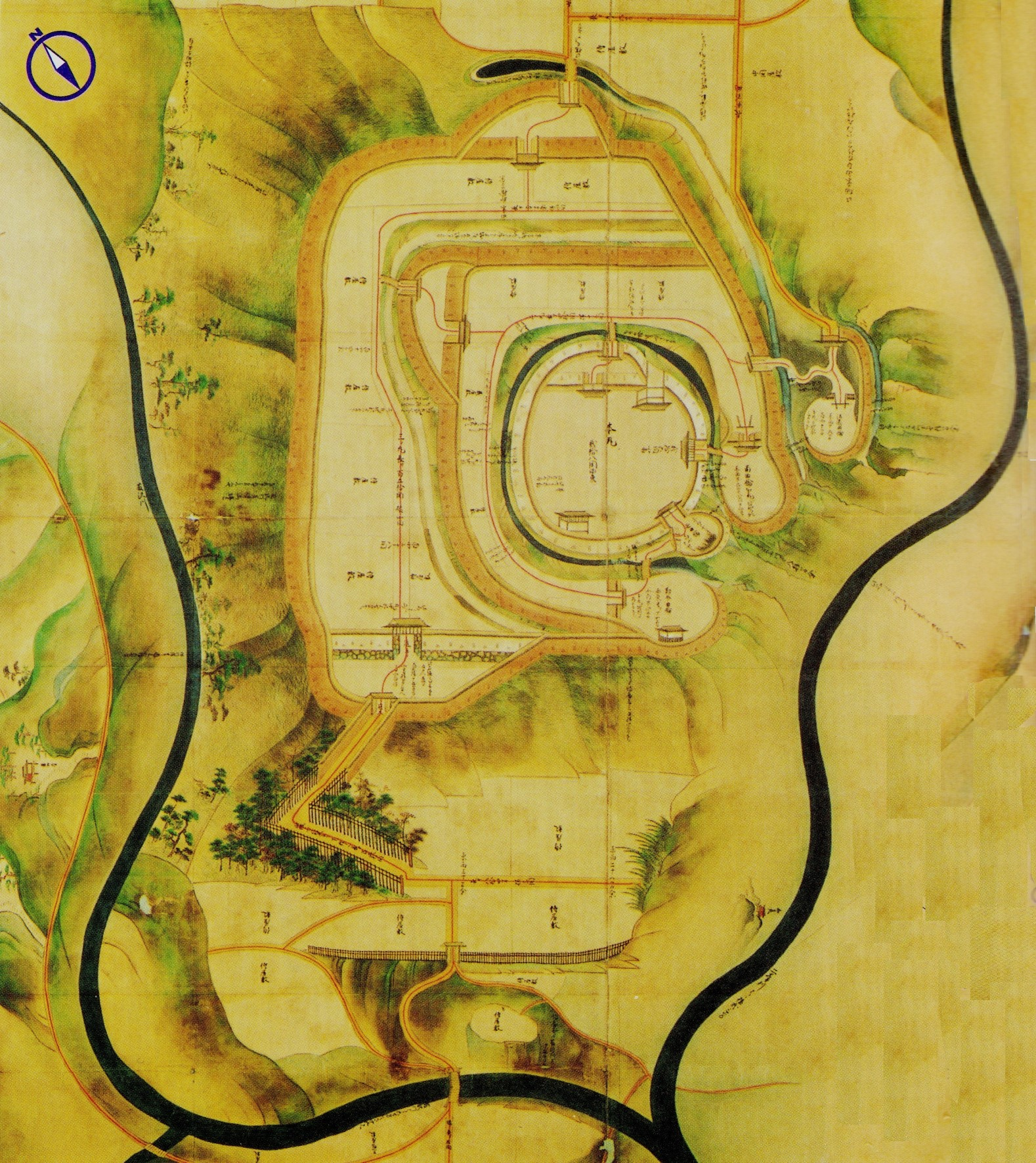
正保城絵図『信州高遠城之絵図』

元禄10年（1697年）の「高頭城下町絵図」によれば、本町、中町を軸に並行して新町が作られ、北側に社寺を集中させ、城下町の守りとし、通りの各所を屈曲させて侵入者に備えた。

### 現代
2006年（平成18年）4月6日、日本100名城（30番）に選定された。

## 遺構
現在ある問屋門は1948年（昭和23年）に町内の旧家から移築したものである。
- 本丸門　伊那市内個人宅に移築。
- 本丸冠木門　同上。
- 二の丸門　岡谷市内個人宅より伊那市へ寄贈され、解体保管中。
- 搦手門　岡谷市内久保寺に移築。
- 大手門　1954年（昭和29年）に高遠高等学校正門として伊那市富県北福地の所有者より寄贈を受け移築され、1984年（昭和59年）まで正門として使用されていた。
- 進徳館　最後の藩主内藤頼直創設の藩校。

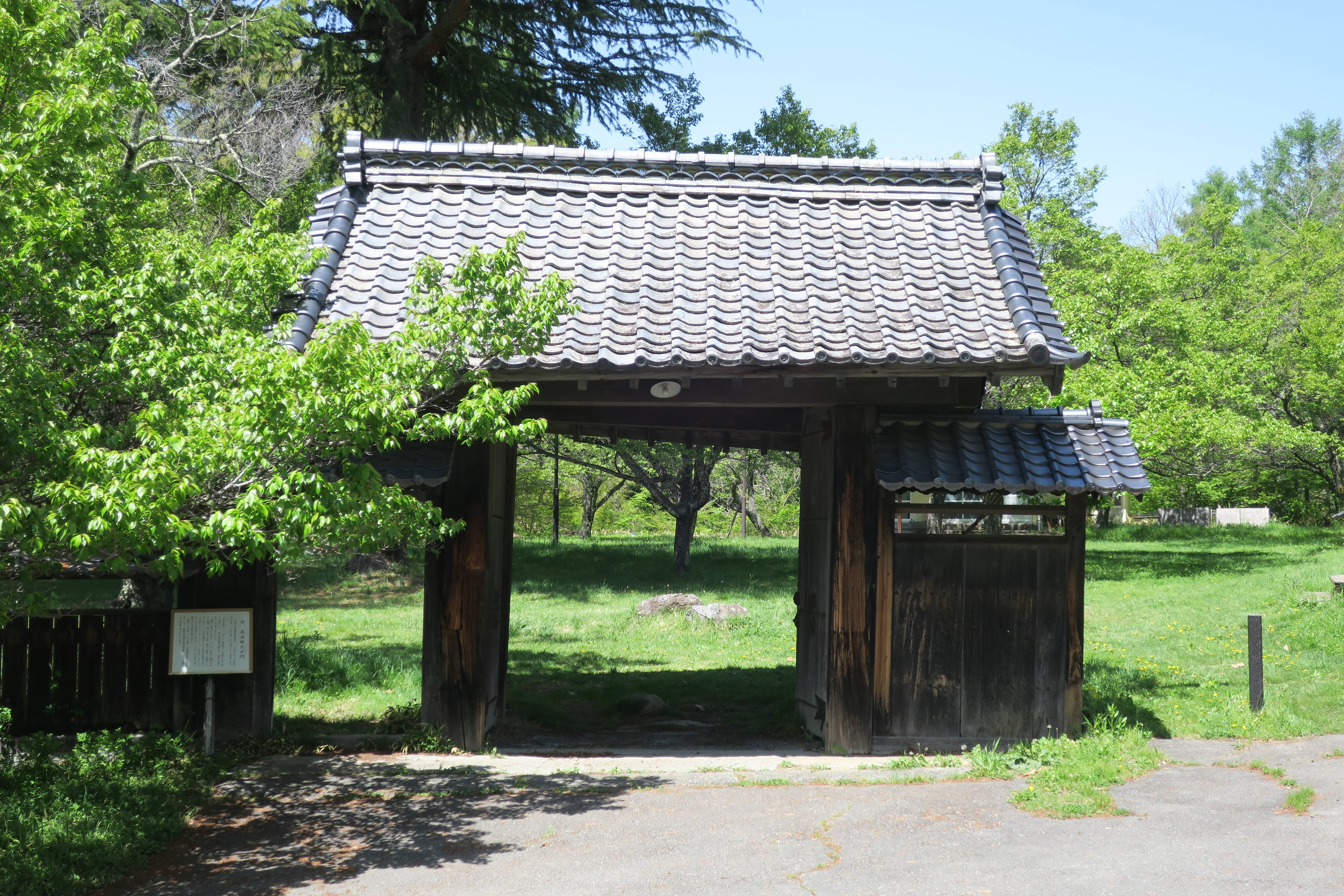
大手門
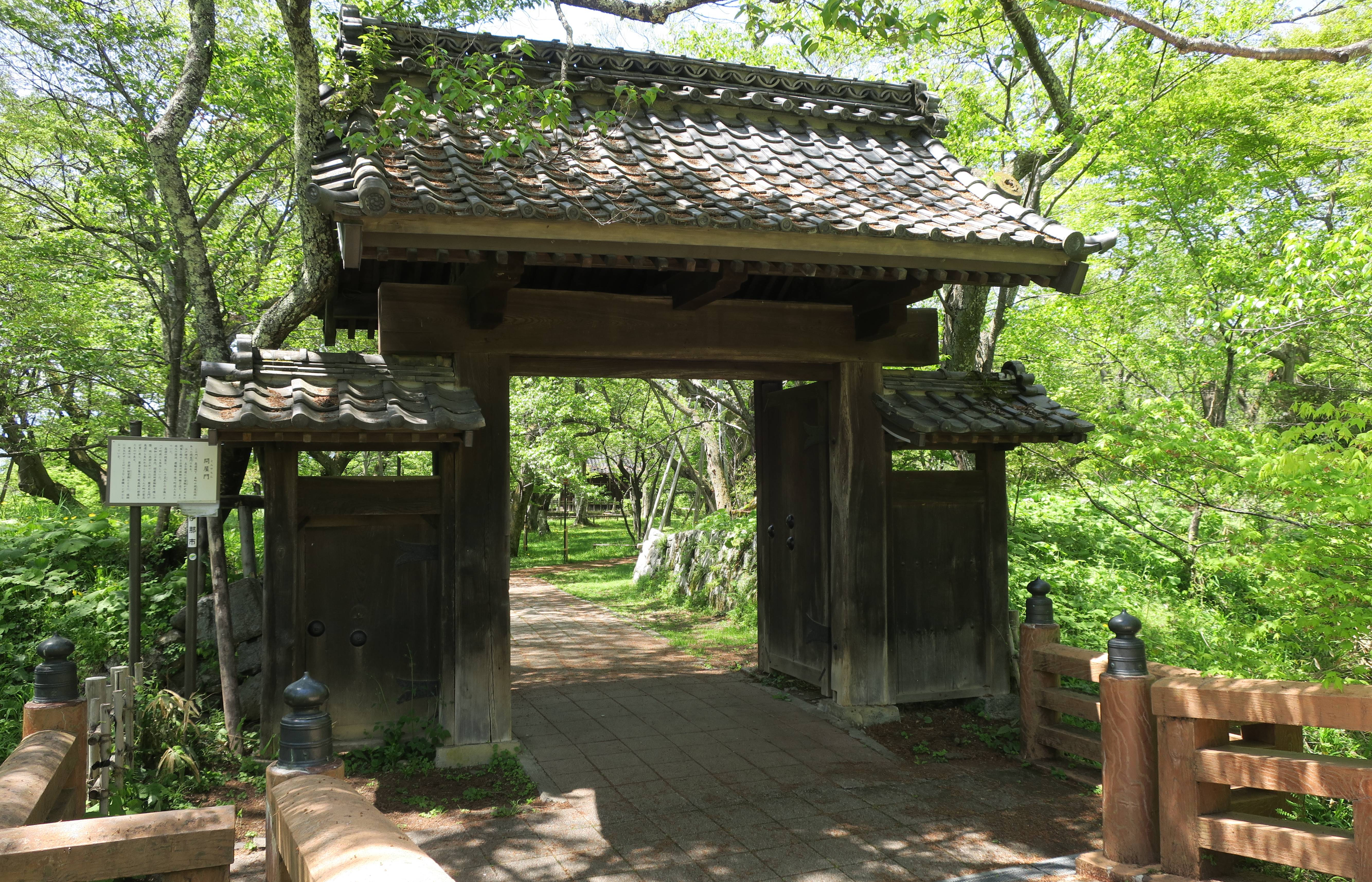
問屋門
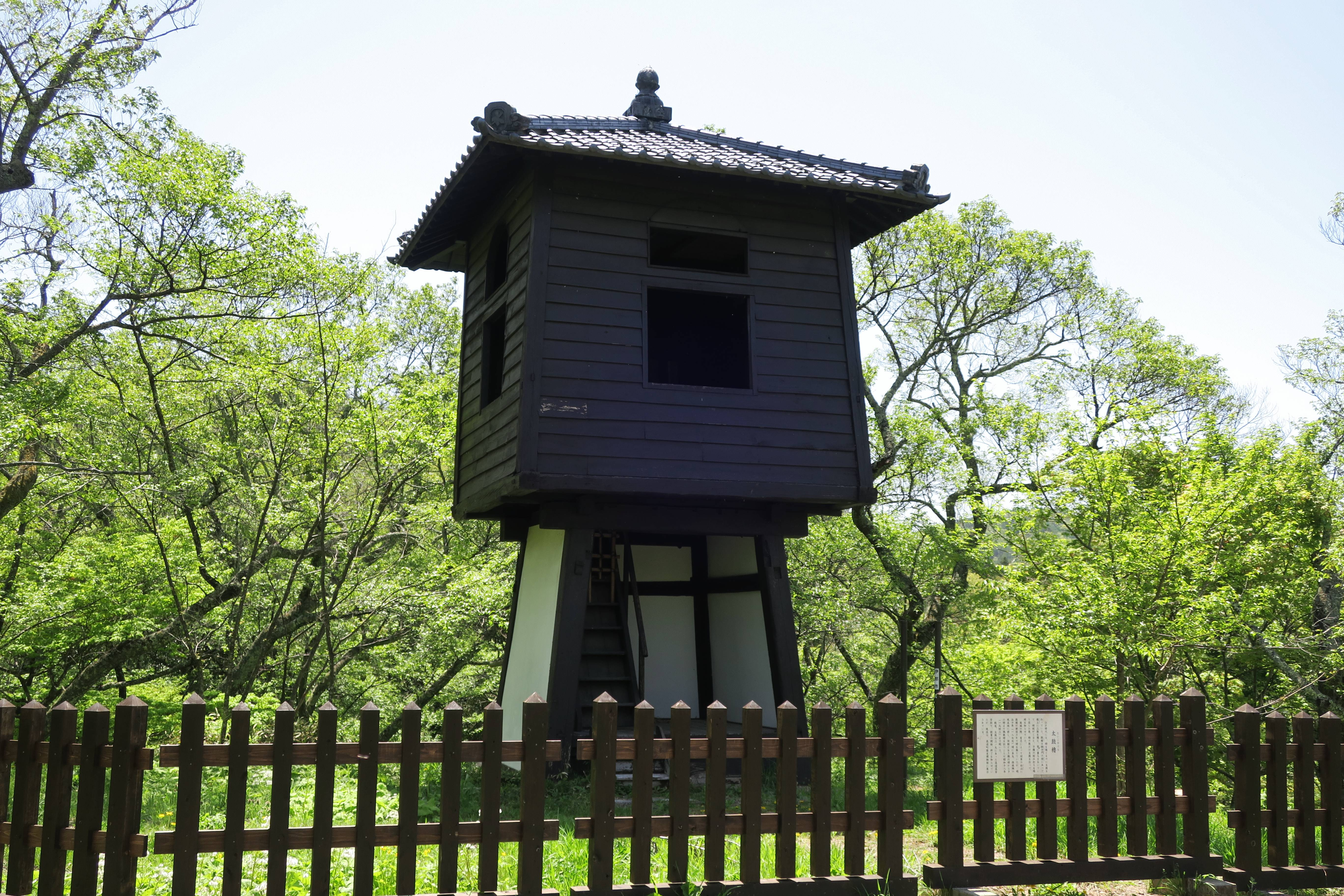
太鼓櫓
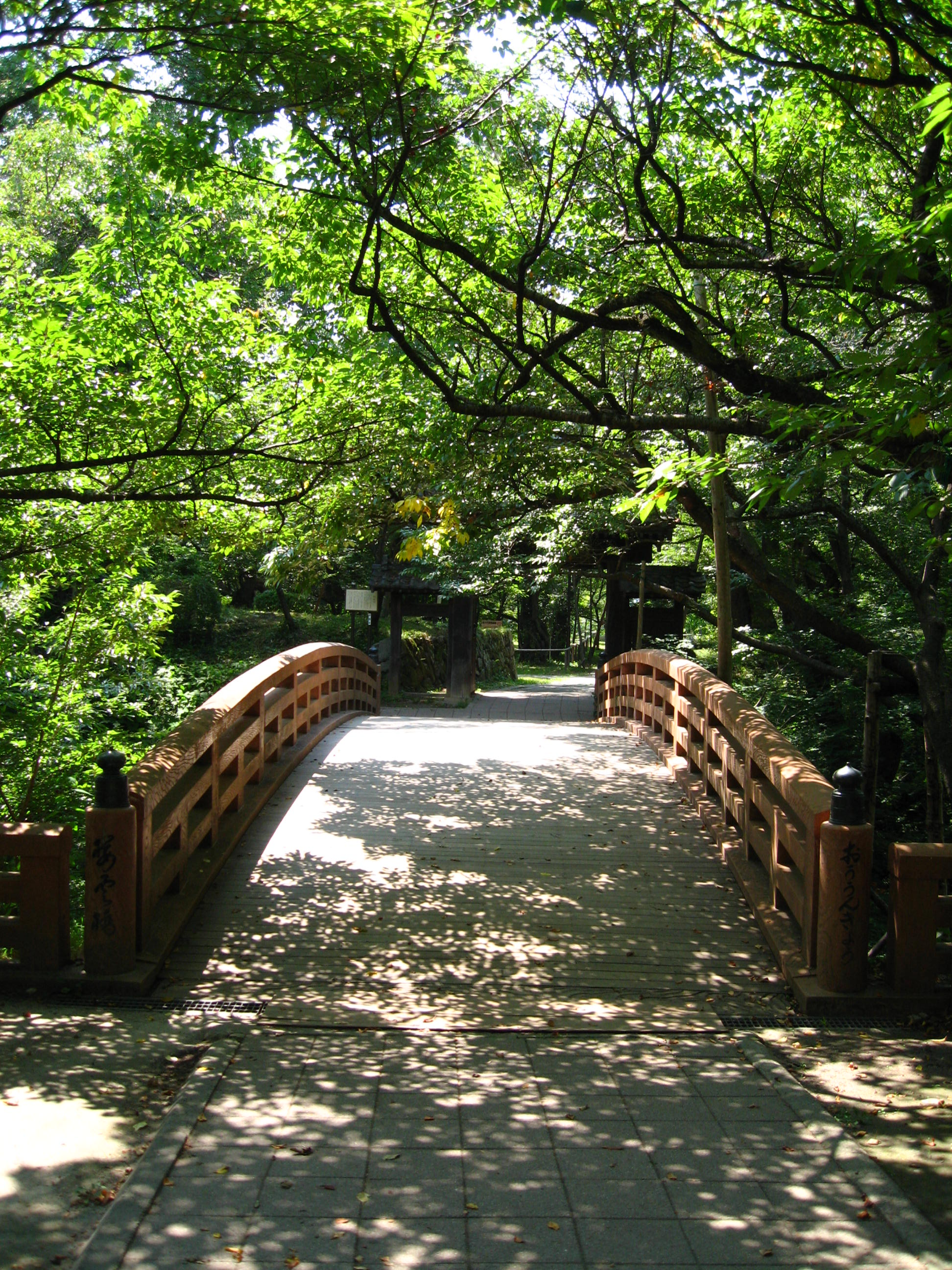
桜雲橋
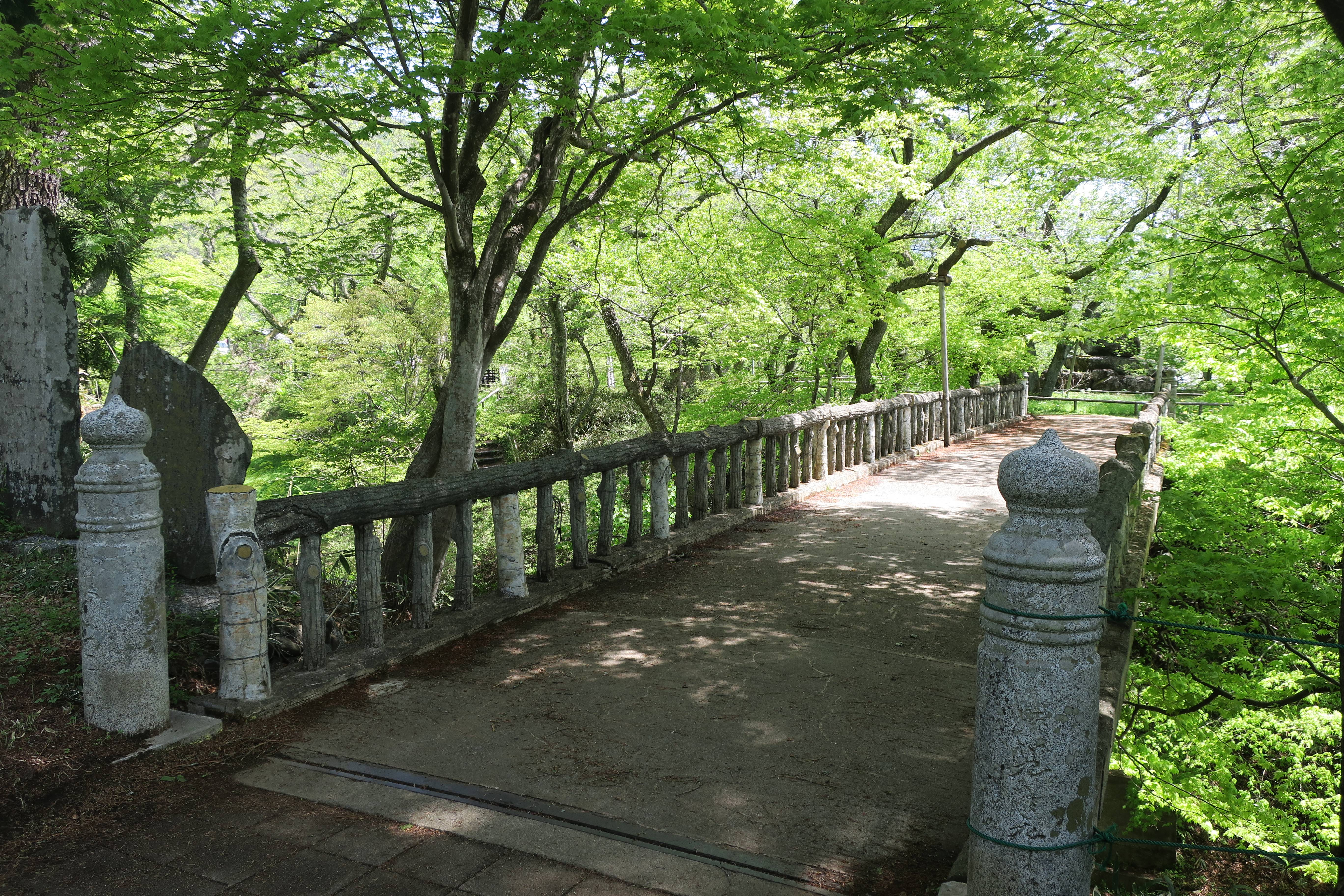
白兎橋
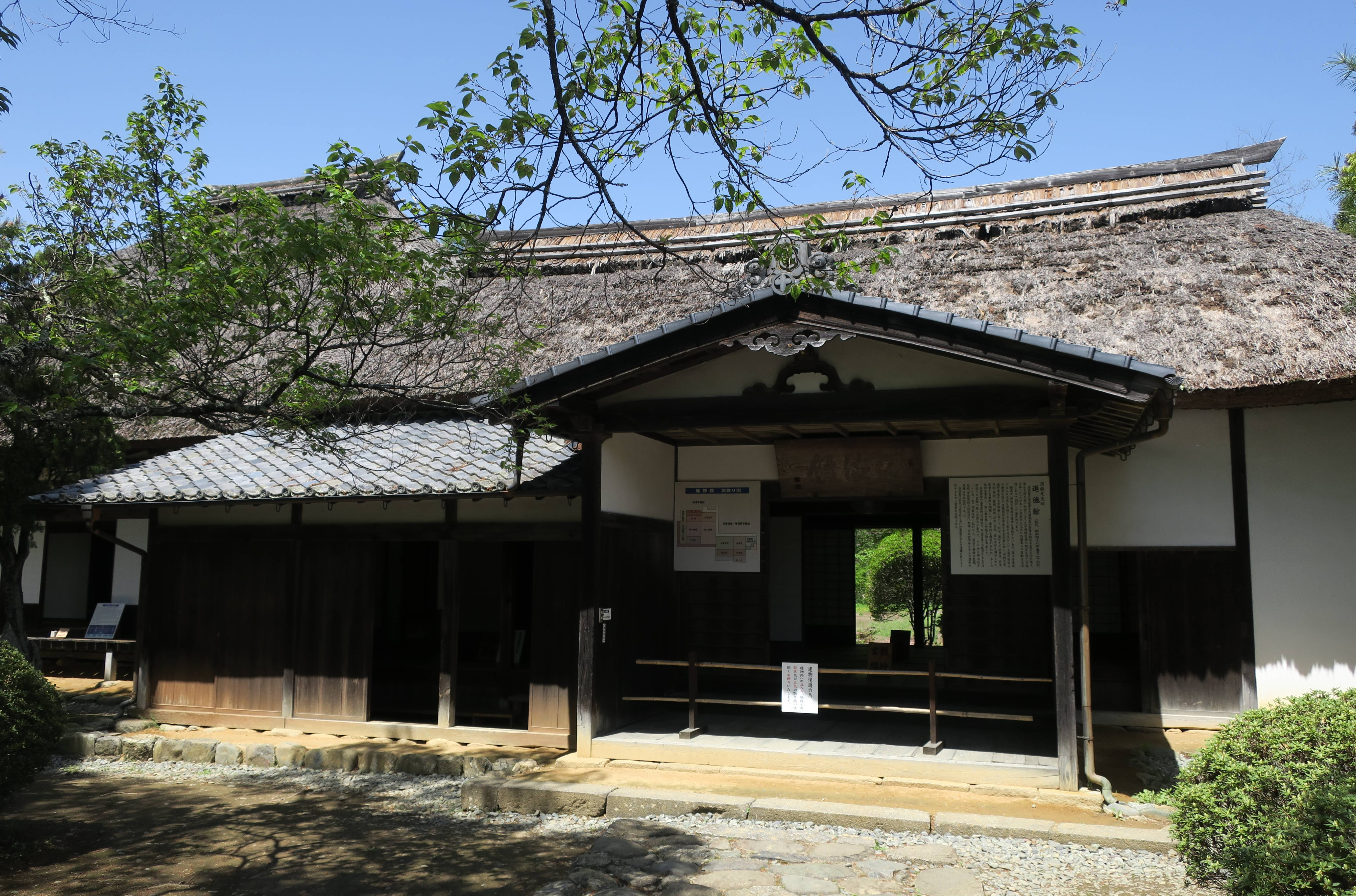
進徳館

## その他
- 『信長公記』の記述によれば、織田勢の攻撃により落城する前、諏訪（勝右衛門）頼辰の妻（原文では、諏訪勝右衛門女房）が刀を抜き打ち、切って回り、比類無き働き前代未聞の次第なり、と女性武将の抵抗が評価されて（和田裕弘 『信長公記 -戦国覇者の一級史料』 中公新書 2018年 p.203）いる。
- 建物の木造復元計画はない。

## 現地情報

### 所在地
- 長野県伊那市高遠町東高遠城跡

### 交通アクセス
- 飯田線伊那市駅よりJRバスで約25分、「高遠駅」下車。または中央本線茅野駅よりJRバス（季節運行）で約1時間、「高遠駅」下車。「高遠駅」より徒歩約15分。